# Robert English
Robert English foi um ator britânico, nascido em 2 de dezembro de 1878.
Robert English nasceu em Cheltenham, Gloucester, Inglaterra, Reino Unido. Ele serviu na Segunda Guerra dos Bôeres e também na Primeira Guerra Mundial. Ele desempenhou papéis militares em uma série de filmes. Em 1920, ele começou a trabalhar em filmes mudos britânicos.